# Serge Djamba-Shango
Serge Djamba-Shango (Kinshasa, 20 februari 1982) is een voormalig Belgisch-Congolees voetballer. Djamba-Shango was een aanvaller.

## Carrière
Djamba-Shango werd geboren in Kinshasa, maar verhuisde op jonge leeftijd naar Brussel, waar hij zijn jeugdopleiding genoot bij White Star Woluwe en RWDM. Toen Lille OSC in de jaren negentig Sander Debroux kwam scouten bij RWDM, haalden ze niet Debroux maar Djamba-Shango naar Frankrijk. Djamba-Shango bracht er vijf jaar door in de jeugdopleiding.
In het seizoen 2003/04 werd Djamba-Shango door Lille uitgeleend aan de Belgische eersteklasser La Louvière. La Louvière had in 2003 de Beker van België had gewonnen en mocht daardoor uitkomen in de UEFA Cup, waar het uitgeloot werd tegen SL Benfica. Djamba-Shango kwam in beide wedstrijden tegen de Portugese club in actie.
La Louvière bedong een aankoopoptie voor Djamba-Shango, maar de Henegouwse club had in de zomer van 2004 niet genoeg geld om de linksbuiten definitief aan te trekken. Lille leende de Belg in het seizoen 2004/05 dan maar opnieuw uit, ditmaal aan KV Oostende. Djamba-Shango slaagde er niet in om zich met KV Oostende te redden in Eerste klasse.
Djamba-Shango tekende in 2005 bij tweedeklasser VW Hamme. Hij speelde daarna nog in de lagere afdelingen bij RFC Liegeois, Cappellen FC, UR Namur, KSK Tongeren, opnieuw RFC Liegeois en BX Brussels. Hij stopte in 2015 met voetballen.